# Lista arhiepiscopilor romano-catolici de București
Lista episcopilor, respectiv arhiepiscopilor romano-catolici de București:
- Ignatius Paoli, C.P. (27 aprilie 1883 - 2 februarie 1885, deces)
- Paolo Giuseppe Palma (1885-1892)
- Otto Zardetti (6 martie 1894 - 25 mai 1895, mutat la Curia Romană)
- Joseph-Xavier Hornstein (31 martie 1896 - 3 iunie 1905, deces)
- Raymund Netzhammer, O.S.B. (16 septembrie 1905 - 14 iulie 1924, demisie)
- Alexandru Theodor Cisar (12 decembrie 1924 - 7 ianuarie 1954, deces)
- Ioan Robu (14 martie 1990 - 21 noiembrie 2019)
- Aurel Percă (din 11 ianuarie 2020)